# Овочеве (селище)
Овоче́ве — селище Амвросіївської міської громади Донецького району Донецької області, Україна.

## Загальні відомості
Відстань до райцентру становить близько 18 км і проходить автошляхом місцевого значення.
Землі селища межують із територією с. Петрівське Шахтарського району Донецької області.
Неподалік від селища розташований регіональний ландшафтний парк Донецький кряж та геологічна пам'ятка природи місцевого значення Балка Журавльова.
Унаслідок російської військової агресії із серпня 2014 р. Овочеве перебуває на території ОРДЛО.

## Населення
За даними перепису 2001 року населення селища становило 133 особи, з них 31,58 % зазначили рідною мову українську, 67,67 % — російську та 0,75 % — румунську мову.